# Hypanus sabinus
A Hypanus sabinus é uma espécie de arraia da família Dasyatidae, comum ao longo da costa do Oceano Atlântico da América do Norte, da Baía de Chesapeake ao México, incluindo habitats de água doce e salobra. Ela pode ser distinguida de outras arraias da região por seu focinho relativamente alongado. Essa espécie tem pouca importância comercial, a não ser para venda no setor de aquários.

## Taxonomia e filogenia
A Hypanus sabinus foi descrita pelo naturalista francês Charles-Alexandre Lesueur como Trygon sabina, em um volume de 1824 do Journal of the Academy of Natural Sciences of Philadelphia. Ele baseou seu relato em um espécime macho danificado coletado pelo naturalista americano Titian Peale [en] durante a expedição da Academy of Natural Sciences à Flórida em 1817. Desde então, vários autores incluíram essa espécie nos gêneros obsoletos Pastinaca, Dasybatus (ou as variantes Dasibatis e Dasybatis) e Amphotistius, todos os quais acabaram sendo sinonimizados com o gênero Dasyatis.
Uma análise filogenética de 2001 feita por Lisa Rosenberger, com base na morfologia, descobriu que a Hypanus sabinus é um dos membros mais basais de seu gênero. Ela é o grupo externo de um grande clado que contém, entre outros, a Hypanus americanus [en], a Bathytoshia centroura, a  Hypanus guttatus e a  Fontitrygon margaritella.

## Distribuição e habitat

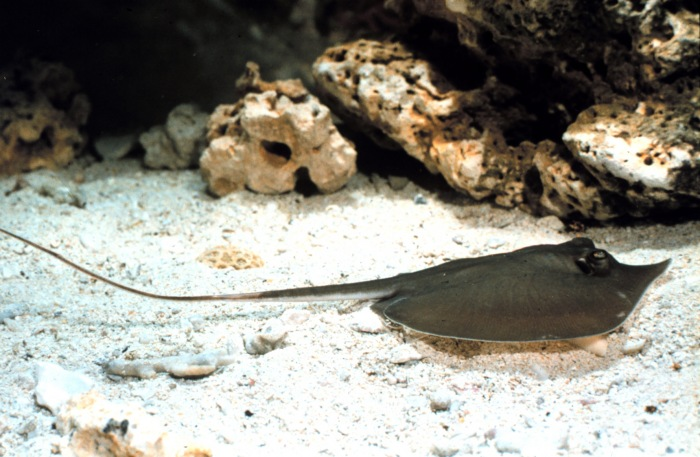
A Hypanus sabinus é encontrada em substratos finos.

A Hypanus sabinus é encontrada no Oceano Atlântico ocidental, da Baía de Chesapeake em direção ao sul até a Flórida e o Golfo do México, até Campeche, México. Os registros dessa espécie em Granada, Suriname e Brasil são duvidosos e podem representar outras espécies. A Hypanus sabinus é capaz de tolerar salinidades variadas e pode entrar em água doce; ela foi registrada no Rio Mississippi, no Lago Pontchartrain e no Rio St. Johns [en], na Flórida. As arraias do sistema do Rio St. Johns representam a única população permanente de elasmobrânquios de água doce na América do Norte.
Essa espécie habita águas costeiras rasas com fundos arenosos ou sedimentares, estuários e lagos. Elas preferem temperaturas da água acima de 15 °C e podem tolerar temperaturas acima de 30 °C. Essas arraias realizam migrações sazonais para permanecer em águas mais quentes: elas só estão presentes na Baía de Chesapeake, ao norte, no verão e no outono, e em outros lugares elas migram para águas mais profundas no inverno. Quando estão na costa, geralmente ficam em profundidades de 2 a 6 m e, após migrarem para o mar, podem ser encontradas em profundidades de até 25 m.

## Descrição
Uma das menores espécies de arraia, a Hypanus sabinus atinge um comprimento máximo de 61 cm e um peso de 4,9 kg. Ela tem um disco de nadadeira peitoral em forma de pá 1,1 vez mais largo que longo, com cantos arredondados e margens anteriores côncavas. O focinho é relativamente longo. Há três papilas robustas no assoalho da boca; os dentes são arredondados, com uma superfície plana e romba. Durante a estação reprodutiva, os dentes dos machos maduros mudam para apresentar cúspides longas e afiadas que se curvam em direção aos cantos da boca, para agarrar as fêmeas durante o acasalamento. A cauda é longa e semelhante a um chicote, com uma espinha serrilhada medindo um quarto da largura do disco. A espinha é substituída anualmente entre junho e outubro. As dobras das nadadeiras dorsal e ventral estão presentes na cauda.
As arraias maiores desenvolvem tubérculos ou espinhos ao longo da linha média do dorso até a origem da espinha da cauda. Algumas fêmeas maiores também desenvolvem tubérculos ao redor dos olhos e dos espiráculos. A coloração é marrom ou marrom-amarelada na parte superior, tornando-se mais clara em direção à margem do disco e, às vezes, com uma faixa escura ao longo da linha média, e branca ou cinza-clara na parte inferior. As dobras da nadadeira caudal são amareladas. Em indivíduos maiores, a cauda pode ser manchada de cinza perto da base e completamente escura em direção à ponta.

## Biologia e ecologia

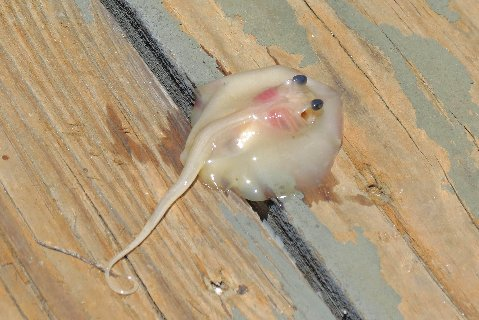
Feto da Hypanus sabinus.

A Hypanus sabinus se alimenta principalmente de invertebrados bentônicos, como bivalves, anêmonas-de-tubo, anfípodes, crustáceos e vermes da família Nereididae, que são localizados por meio de suas ampolas de Lorenzini (eletrorreceptivas). A composição exata de sua dieta varia de acordo com a localização geográfica. Quando se alimentam, essas arraias se posicionam de frente para a corrente para que o sedimento seja arrastado. Várias espécies de tubarões, como o tubarão-tigre (Galeocerdo cuvier) e o tubarão-cabeça-chata (Carcharhinas leucas), são os principais predadores da Hypanus sabinus. Em habitats de água doce, elas podem ser predadas por aligátores-americanos (Alligator mississippiensis). Um parasita conhecido da Hypanus sabinus de água doce é o Argulus [en], um animal da família  Argulidae que se alimenta do muco da pele.
Apesar de ter uma presença regular em água doce, a Hypanus sabinus é fisiologicamente eurialina e nenhuma população desenvolveu os mecanismos osmorregulatórios especializados encontrados nas arraias da família Potamotrygonidae. Isso pode ser devido à data relativamente recente da colonização da água doce (menos de um milhão de anos) e/ou possivelmente ao isolamento genético incompleto das populações de água doce, pois elas continuam capazes de sobreviver em água do mar. As arraias Hypanus sabinus de água doce têm apenas 30 a 50% da concentração de ureia e outros osmólitos no sangue em comparação com as populações marinhas. No entanto, a pressão osmótica entre seus fluidos internos e o ambiente externo ainda faz com que a água se difunda em seus corpos, e elas precisam produzir grandes quantidades de urina diluída (a uma taxa 10 vezes maior do que a dos indivíduos marinhos) para compensar.
Como outras arraias, a Hypanus sabinus é vivípara. Tanto as populações marinhas quanto as de água doce na Flórida têm uma estação de acasalamento anual de setembro ou outubro a abril, embora a ovulação não ocorra até o final de março ou início de abril. O cortejo sexual envolve o macho seguindo a fêmea e mordendo seu corpo e barbatanas, e o macho se agarra à barbatana peitoral da fêmea para ajudar na cópula. Os embriões são sustentados por um saco vitelino até cerca do 60º dia, após o qual são nutridos pelo leite uterino secretado pela mãe (histotrofia). Ninhadas de 1 a 4 filhotes nascem do final de julho ao início de agosto, após um período de gestação de 4 a 4,5 meses. Os recém-nascidos medem de 10 a 13 centímetros de largura. Os machos marinhos atingem a maturidade sexual com uma largura de disco de 20 cm e as fêmeas com uma largura de disco de 24 cm. Os machos de água doce atingem a maturidade sexual em uma largura de disco de 21 cm e as fêmeas em uma largura de disco de 22 cm.

## Interação com os seres humanos
Se pisada, a Hypanus sabinus pode infligir um ferimento doloroso, embora raramente com risco de vida. Um grande número de Hypanus sabinus é capturado como fauna acompanhante em redes de emalhar que visam o linguado na Carolina do Norte, mas a maioria é liberada viva. Elas também são capturadas como fauna acompanhante em pequenas quantidades em redes de emalhar de truta, redes de arrasto para tubarões e redes de arrasto próximas à costa. Como não há pesca direcionada a essa espécie e a mortalidade por fauna acompanhante parece ser baixa, ela foi avaliada como espécie pouco preocupante pela União Internacional para a Conservação da Natureza. No entanto, algumas populações localizadas de água doce apresentaram saúde e reprodução reduzidas devido ao declínio da qualidade da água.